# 埋め込まれた炭素排出

各国がその貿易に内在させている二酸化炭素排出量（2016年）。年間の純輸出入残高を二酸化炭素トン単位で測定。正の値（赤）は二酸化炭素純輸入国を表す（つまり、「１億」は、ある国が特定の年に１億トンの二酸化炭素を純輸入したことを意味する）。負の値（青）は二酸化炭素の純輸出国を表す。米国・英国・フランス・イタリア・日本が際立って莫大な量の二酸化炭素を輸入、すなわち莫大な量の「埋め込まれた炭素排出」を発生させていることが一目瞭然である。

二酸化炭素などの温室効果ガス（GHG）の排出を帰属させる方法の一つは、消費されている商品に「埋め込まれた」炭素排出量を測定することである。国連気候変動枠組条約（UNFCCC）は、二酸化炭素排出を消費よりむしろ生産に基づいて測定し、 その結果輸入品の製造に係った炭素排出は輸入国ではなく輸出国に帰属される。しかしながら排出を生産に基づいて測定するか、消費に基づいて測定するかは公平性の問題であり、A国がB国に作らせ輸入した製品の製造に係る二酸化炭素排出はA国B国どちらの責任かということである。　上記の条約によればB国の責任ということになるが、公平性の観点からすればA国にも責任はある。これが「埋め込まれた排出」であり、A国からB国に転嫁された炭素排出量ということもできる。
概念上は、農作物輸出入にかかるバーチャルウオーターや窒素・リンの輸出入（肥料そのものの輸出入ではない）と類似した考え方である。B国で農作物を生産するのに使われた水や窒素・リンの消費の責任は、それを輸入するA国にもあるからである。
京都議定書の附属書Bに掲載された37の締約国は、法的に拘束力のある排出削減のコミットメントに合意した。国連気候変動枠組条約の排出の計算によれば、上記締約国の排出削減コミットメントには輸入品に起因する排出は含まれていない。 Wang and Watson（2007）のブリーフィングノートでは、「（製品を欧米の需要に基づいて生産し輸出した）中国の炭素排出責任は誰が負うのか？」という問いを投げかけた。 彼らの研究によれば中国の二酸化炭素排出のおよそ4分の1が、主に米国向け輸出品の生産に起因する可能性があり、欧州向け輸出品にもある。したがって生産に基づいて測定された製品輸出国の排出に基づく国際交渉は問題の核心を見失っているとしている。
2004年のデータでは、国際的に取引される商品に埋め込まれた炭素排出量の23%が、主に中国やロシア、南アフリカなどの発展途上国から米国、欧州、日本などへ流れた。世界的に顕著な特徴は、商品に含まれる炭素排出量が中国から米国、日本、西ヨーロッパの消費者に輸出されていることで、中国だけでも1.4 ギガトン の 二酸化炭素排出が他国での消費に関連している。西ヨーロッパでは排出と輸出の差が特に顕著で、輸入された排出量は消費された排出量の20-50%にも達する。　Carbon Trustによる2011年の研究によれば、人間の活動の二酸化炭素排出の約25%が国から国へ転嫁され、そのおおよそ50%は鋼鉄、セメント、化学製品などの取引に関連し、50%は自動車、衣類、産業用機械および装置などの半製品/完成品に関連している。
一方、建設における「埋め込まれた排出」は意味の異なる概念であり、排出者の責任の所在ではなくある建物についてそのライフサイクルに係る炭素排出量をいう文脈で使われる用語である。建物の埋め込まれた排出は世界の炭素排出量の11%を占め、建物の寿命全体にわたる排出の75%を占めていると推定されている。 WorldGBCは新しい建物について少なくとも埋め込まれた排出を40%削減する目標を設定している。
埋め込まれた排出におけるライフサイクル評価は、建物寿命の各段階（建設、使用と保守、解体）で使用される炭素を計算する。　その際再利用は重要な要因である。建築家のカール・エレファンテは、「最も環境に優しい建物は既に建てられた建物である」という言葉で知られている。 通常、既存の建物は新しい建物よりも持続可能とされるのは、その新しい建物の建設中に発生する炭素排出量は既存の建物の運用にかかる排出量より大きく、その運用のエネルギー効率が向上し、供給エネルギーが再生可能エネルギーに移行するにつれてさらに大きくなるからである。

## 引用
1. ↑  “CO₂ emissions embedded in trade” (英語). Our World in Data. 2025年5月22日閲覧。
2. ↑  UK Parliament (2010年3月10日). “House of Commons, minutes of evidence, taken before the Environmental Audit Committee, International Climate Change Negotiations, Rt Hon Edward Miliband MP, Mr Peter Betts and Ms Jan Thompson. Reply to Q39”.   UK Parliament website. 2010年4月5日閲覧。
3. ↑  Toth, F.L. (2001年). “Decision-making Frameworks. In: Climate Change 2001: Mitigation. Contribution of Working Group III to the Third Assessment Report of the Intergovernmental Panel on Climate Change (B. Metz et al. Eds.)”.   Cambridge University Press, Cambridge, U.K., and New York, N.Y., U.S.A.. 2018年10月5日時点のオリジナルよりアーカイブ。2010年1月10日閲覧。
4. ↑  Black, R. (2005年12月19日). “Trade can 'export' CO2 emissions”. BBC News. 2010年4月5日閲覧。
5. ↑  Wang, T. and J. Watson (2007年10月). “Who Owns China's Carbon Emissions? Tyndall Centre Briefing Note No. 23”.  Tyndall Centre website. 2017年2月2日時点のオリジナルよりアーカイブ。2010年4月5日閲覧。
6. ↑  Davis, S.K. and K. Caldeira (March 2010). “Consumption-based Accounting of CO2 Emissions”. Proceedings of the National Academy of Sciences of the United States of America (Proceedings of the National Academy of Sciences) 107 (12):  5687–92. Bibcode: 2010PNAS..107.5687D. doi:10.1073/pnas.0906974107. PMC 2851800. PMID 20212122.
7. ↑  “International Carbon Flows”.   Carbon Trust (2011年5月). 2012年11月12日閲覧。
8. ↑  Berg, Nate (2021年2月4日). “Energy efficiency is no longer enough. This is the next big challenge for green building” (英語). Fast Company. 2021年8月12日閲覧。
9. 1 2  Rubidge, Lloyd (2020年10月28日). “Embodied Carbon: An Architect's View” (英語). +IMPACT Magazine. 2021年8月12日閲覧。
10. ↑  Westwood, Tom (2021年8月6日). “Why Embodied Energy is the Elephant in the Room” (英語). Bristol Housing Festival. 2021年8月12日閲覧。
11. ↑  “Embodied Carbon in Buildings conference speakers” (英語). Boston Society for Architecture. 2021年8月12日閲覧。
12. ↑  Architecture 2030. “New Buildings: Embodied Carbon” (英語). 2021年8月12日閲覧。